# Condado de Alamance
O Condado de Alamance é um dos 100 condados do Estado americano da Carolina do Norte. A sede do condado é Graham, e sua maior cidade é Graham. O condado possui uma área de 1 126 km² (dos quais 12 km² estão cobertos por água), uma população de 130 800 habitantes, e uma densidade populacional de 117 hab/km² (segundo o censo nacional de 2000). O condado foi fundado em 1849.